# 基层官僚
基层官僚（street-level bureaucracy），政治学术语，是指公共事务部门中负责实际处理运用法律法规而进行具体行政行为的基层公务人员。

## 基层官员
基层官僚的定义由米歇尔·利普斯基（Michael Lipsky）于1980年引入，其主张：“政策最终将由位于基层的官员去执行”。其主张类似警察、消防员与社会工作者等国家雇员应当被视为政策决策社会的组成部分及政治权力的操作者。

## 基层官僚的问题
米歇尔·利普斯基定义了几种基层官僚的问题，其中包括：“有限资源的问题，必要的目的在于满足特定目标而进行的持续性协商，与非志愿对象的关系等” 。然而，许多评论员质疑利普斯基的模型。托尼·埃文斯（Tony Evans）、约翰·哈里斯（John Harris）
则主张“规则与法规的增殖并非自动等同于对专业性自由裁量的更佳控制；颇具悖论意义的是，更多的规则可能会产生更多的自由裁量。”他们同时表示基层官员对于专业性自由裁量的运用并非是本质性的“坏事”，但是可以被视为是一种重要的专业特质。
2003年，一份由美国堪萨斯大学教授史蒂文·穆迪主持的研究指明，其重申基层官僚在政治进程中的意义，并声称基层工作者“实际上制定政策选择而非简单执行上级官员的决定”。其同时声称，基于对两个州的四十八名基层官员的研究，其官员相信他们所交往的人群会经常与政策规则进行持续性的摩擦；这类偏见会影响基层官员对待公民的态度。2007年，埃米尔·麦基证实甚至是校园宿舍居住助理们在如何使用自由裁量权影响政策运作。此外，其政策实施变更反映了更多的基层官员的个人价值，而非决策者的意愿。因此，该研究使基层官僚的问题扩展至高等教育政策环境中。